# The Great Well
The Great Well er en britisk stumfilm fra 1924 af Henry Kolker.

## Medvirkende
- Thurston Hall som Peter Starling
- Seena Owen som Camilla Challenor
- Lawford Davidson som Major Dereth
- Joan Morgan som Annette
- Eva Moore som Mrs. Starling
- Cameron Carr som John
- Harvey Braban som Eric
- Simeon Stuart som Sir Wilmot
- Hugh Dempster som Dick